# Mead (Colorado)
Mead is een plaats (town) in de Amerikaanse staat Colorado, en valt bestuurlijk gezien onder Weld County.

## Demografie
Bij de volkstelling in 2000 werd het aantal inwoners vastgesteld op 2017.
In 2006 is het aantal inwoners door het United States Census Bureau geschat op 2849, een stijging van 832 (41.2%).

## Geografie
Volgens het United States Census Bureau beslaat de plaats een oppervlakte van
11,5 km², waarvan 11,2 km² land en 0,3 km² water.

## Geboren
- Nikki Marshall (2 juni 1988), Amerikaans voetbalster

## Plaatsen in de nabije omgeving
De onderstaande figuur toont nabijgelegen plaatsen in een straal van 16 km rond Mead.